# ورزشگاه شهر دیلیجان
ورزشگاه شهر دیلیجان (ارمنی: Դիլիջանի Քաղաքային Մարզադաշտ) ورزشگاه فوتبال در دیلیجان، ارمنستان و ورزشگاه خانگی باشگاه فوتبال ایمپالس است.
این ورزشگاه در سال ۲٬۲۰۰ میلادی بازسازی شده است و ظرفیت آن ۲٬۲۰۰ نفر است.